# Rhinoppia pinsapi
Rhinoppia pinsapi är en kvalsterart som först beskrevs av Antonio Arillo och Subías 1996.  Rhinoppia pinsapi ingår i släktet Rhinoppia och familjen Oppiidae. Inga underarter finns listade i Catalogue of Life.